# Oroblanco

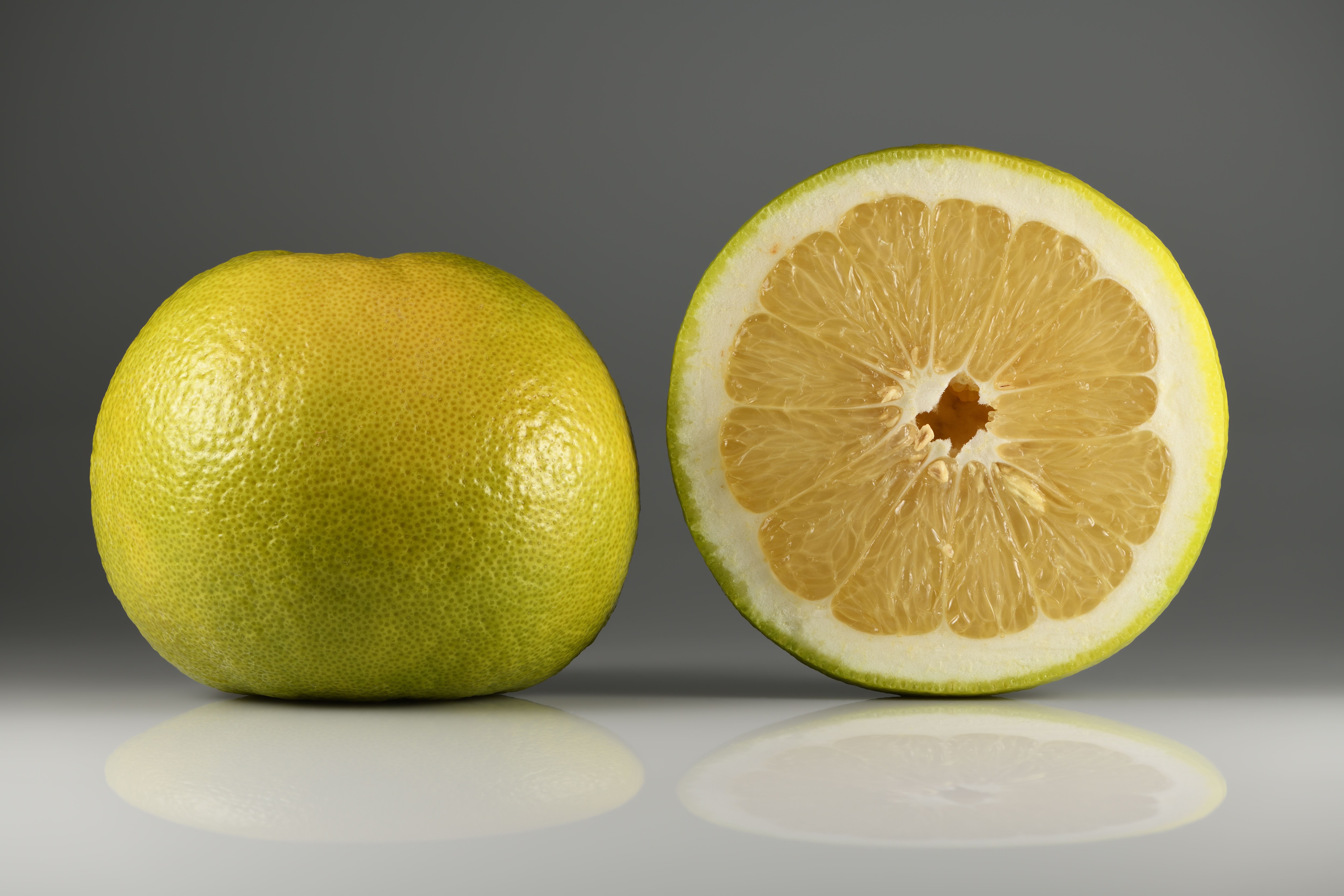

L'oroblanco è un ibrido tra il pomelo (Citrus maxima) e il pompelmo (Citrus paradisi).
È più grande di un pompelmo, ma ha meno semi ed è considerevolmente più dolce.
L'oroblanco è stato brevettato dall'University of California in seguito allo sviluppo di un esperimento presso Riverside, California.

## Descrizione
Il frutto dell'oroblanco è generalmente rotondo, con una buccia più spessa del pompelmo. L'oroblanco non ha lo stesso sapore amaro del pompelmo, anzi viene chiamato anche sweetie in alcuni paesi proprio per il sapore gradevole. La polpa si divide in spicchi, come una qualsiasi arancia, ha un colore giallo pallido ed è praticamente priva di semi. Le membrane bianche che ricoprono la polpa sono, al contrario, amare e vengono scartate.

## Produzione
La produzione è limitata ad alcuni paesi: principalmente California, Australia ed Israele.
È ancora un prodotto abbastanza costoso, proprio perché è un frutto nuovo e poco diffuso.